# Гиданська губа

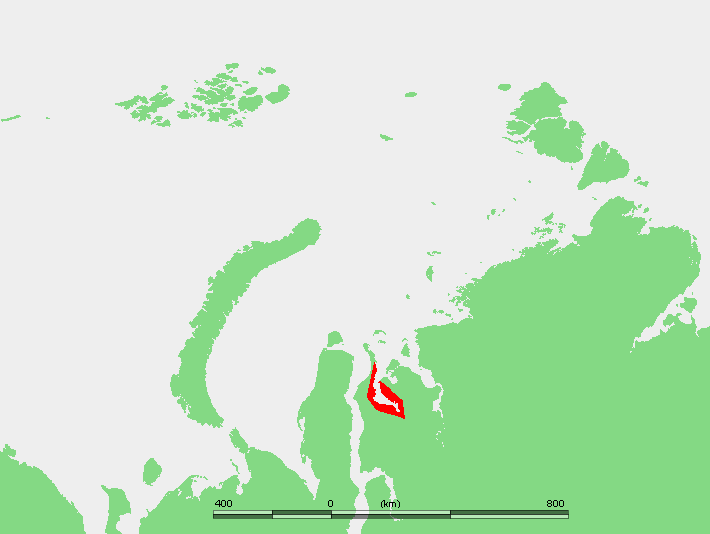
Гиданська затоку на мапі Карського моря

Гиданський губа (Гиданський затока) знаходиться на півдні Карського моря, біля північного берега Гиданського півострова, між півостровами Явай і Мамонта. Довжина близько 200 км, глибина 5-8 м. Більшу частину року покрита льодом. Припливи півдобові, висотою близько 1 м. У затоку впадає річка Юрибей.
Названа в середині 18 століття по річці, що впадає в південну частину затоки .